# باشگاه فوتبال لاتروورث اتلتیک
باشگاه فوتبال لاتروورث اتلتیک (به انگلیسی: Lutterworth Athletic Football Club) یک باشگاه فوتبال در شهر لاتروورث، کشور انگلستان است که در سال ۱۹۹۳ میلادی تأسیس شده‌است.